# فرضية المصدرين

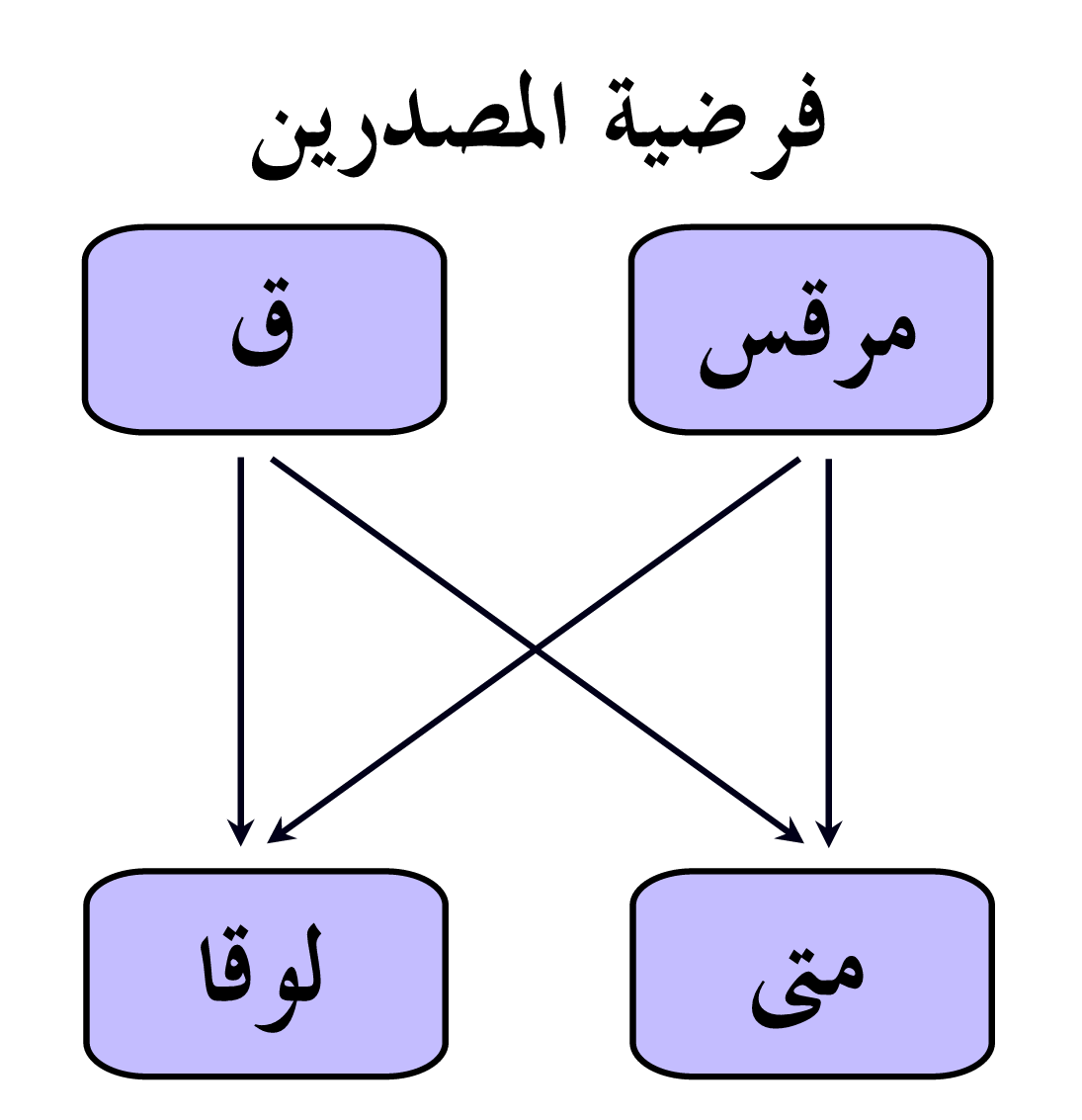
فرضية المصدرين هي شرح للعلاقة بين أناجيل متى ومرقس ولوقا. وحسب هذه الفرضية يوجد لإنجيل متى وإنجيل لوقا مصدران هما إنجيل مرقس ومجموعة أقوال مفترضة الوجود تسمى وثيقة ق

تقترح فرضية المصدرين أن مؤلف متى ومؤلف لوقا اعتمدا على إنجيل مرقس وعلى مجموعة أقوال مفترضة ليسوع تعرف بوثيقة ق.
ظهرت فرضية المصدرين في القرن التاسع عشر كجواب على المشكلة السينوبتية أي السؤال عن علاقة الأناجيل الثلاثة ببعضها البعض، حيث شغل هذا السؤال الباحثين الكتابيين في القرن السابق. وكان الجواب حسب فرضية المصدرين، أن مرقس أقدم إنجيل كتب وأن متى ولوقا اعتمدا عليه وعلى مجموعة أقوال لعيسى مفقودة اليوم. قوة الفرضية في تفسيرها للمواد المشتركة وغير المشتركة للأناجيل الثلاثة وأيضا في صعوبات في الفرضيات البديلة، أما ضعفها ففي وجود استثناءات للأنماط وفي الطبيعة الافتراضية لمجموعة أقوال يسوع المقترحة.
وإجابة على تلك المسائل يقترح الباحثون عدة تطويرات وتعديلات للفرضية الأساسية وحتى فرضيات بديلة، ومع ذلك تبقى «فرضية المصدرين مؤيدة من معظم النقاد الكتابيين من كل القارات والانتماءات الدينية.» 